# Geracia
Geracia es un género de foraminífero bentónico de la familia Trilocularenidae, de la superfamilia Rzehakinoidea, del suborden Schlumbergerinina y del orden Schlumbergerinida. Su especie tipo es Geracia bahamensis. Su rango cronoestratigráfico abarca el Holoceno.

## Discusión
Clasificaciones previas incluían Geracia en el suborden Textulariina del orden Textulariida o en el orden Lituolida. También han sido incluidos en suborden Rzehakinina y en el orden Lituolida, aunque estos taxones han sido considerados sinónimos posteriores de Schlumbergerinina y Schlumbergerinida respectivamente.

## Clasificación
Geracia incluye a las siguientes especies:
- Geracia bahamensis